# 남포역 (남포)
남포역(南浦驛)은 남포특별시 항구구역에 있는 평남선과 도지리선의 철도역이다. 원래 이름은 진남포역이다.